# Alpha-Cétoglutarate synthase
 (février 2024).
Si vous disposez d'ouvrages ou d'articles de référence ou si vous connaissez des sites web de qualité traitant du thème abordé ici, merci de compléter l'article en donnant les références utiles à sa vérifiabilité et en les liant à la section « Notes et références ».
L’α-cétoglutarate synthase, ou 2-oxoglutarate synthase, est une oxydoréductase qui catalyse la réaction :
|              | + CO2 + 2 Ferrédoxine réduite {\displaystyle \rightleftharpoons } 2 Ferrédoxine oxydée + Coenzyme A + |                 |
| Succinyl-CoA | | α-cétoglutarate |
Cette enzyme intervient dans le cycle de Krebs inverse utilisé par certains organismes pour la fixation du carbone.